# Neptune (navio de 1803)
O Neptune foi um navio de linha de 80 canhões da Marinha Francesa,navio principal da classe de navios de linha Bucentaure. Construído durante os últimos anos das guerras revolucionárias francesas ele foi lançado no início das guerras Napoleónicas. Sua breve carreira com os franceses incluiu várias grandes batalhas, embora ele tenha passado os últimos 12 anos de sua vida sob a bandeira espanhola.
O Neptune foi construído em Toulon e lançado em 1803. Ele foi comissionado a tempo de participar de uma tentativa abortada de quebrar o bloqueio britânico do porto em outubro de 1804, mas a frota foi forçada a voltar ao porto por causa do mau tempo. Ele partiu novamente com a frota, sob o vice-almirante Pierre-Charles Villeneuve, no início de 1805, e desta vez conseguiu sair para o Mediterrâneo, e velejou para as Índias Ocidentais, onde a frota foi acompanhada por navios espanhóis. Logo após atingir o Caribe, a frota navegou de volta à Europa, onde foram envolvidos por uma frota britânica na Batalha do cabo Finisterre. O Neptune viu pouca ação, e saiu relativamente incólume.  Ele participou nas manobras finais da frota, e acabou bloqueado em Cadiz por uma frota britânica sob Lord Nelson.
Villeneuve saiu de Cádiz em fins de 1805, e foi engajado por Nelson na decisiva Batalha de Trafalgar em 21 de outubro. Durante a batalha, o Neptune atirou no navio-almirante de Nelson, HMS Victory e duelou com vários navios britânicos, incluindo o HMS Royal Sovereign, o HMS Temeraire e o HMS Belleisle. Assim que os britânicos começaram a dominar a frota combinada, o relativamente intacto Neptune juntou-se a vários navios em uma retirada para Cadiz. Ele fez outra surtida novamente dois dias depois em uma tentativa de recuperar alguns dos prêmios, mas a frota perdeu mais navios do que eles recuperaram, e o Neptune teve de ser rebocado de volta ao porto. Lá, ele permaneceu, sob o bloqueio de perto britânico, até que a espanha declaraou guerra à França. Presos no porto, os franceses entregaram seus navios para os espanhóis, que rebatizarm o Neptune para Neptuno, substituindo um navio espanhol de mesmo nome perdido em Trafalgar. O Neptuno serviu com os espanhóis por mais 12 anos, sendo desmontado em 1820.